# Licania araneosa
Licania araneosa là một loài thực vật có hoa trong họ Cám. Loài này được Taub. mô tả khoa học đầu tiên năm 1896.